# Gentpoortstraat
De Gentpoortstraat is een straat in Brugge.

## Beschrijving
De naam is duidelijk: het is de straat die naar de Gentpoort leidt. Het is wat men in Brugge een poortstraat noemt.
Deze weg, die naar de steenweg buiten de stad leidde, lag er minstens al van toen de tweede Brugse omwalling werd aangelegd op het einde van de 13de eeuw en de Gentpoort werd gebouwd.
Nochtans heeft deze straat eeuwenlang Nieuwe Gentweg geheten, net als de rest van de lange straat die er in het verlengde van lag. Maar begin 19de eeuw is hierin wijziging gekomen. Vanaf de plek waarop de Nieuwe Gentweg naar rechts draaide en dan weer naar links, werd ze omgedoopt tot Gentpoortstraat.
De straat loopt van de Gentpoort tot aan de Nieuwe Gentweg en mondt ook uit op de Stalijzerstraat enerzijds en de Schaarstraat anderzijds.

## Literatuur

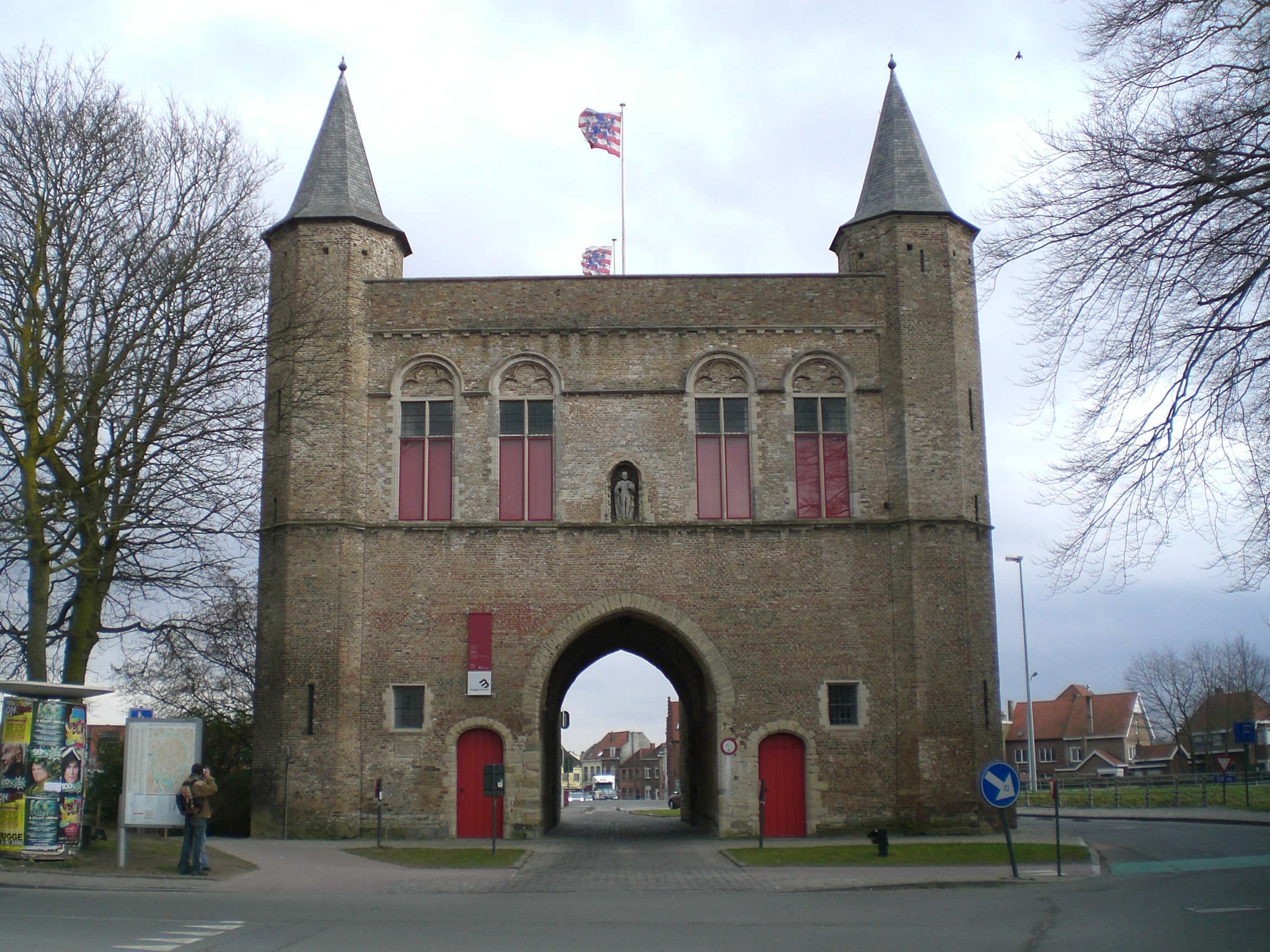
De Gentpoortstraat komt uit op de Gentpoort
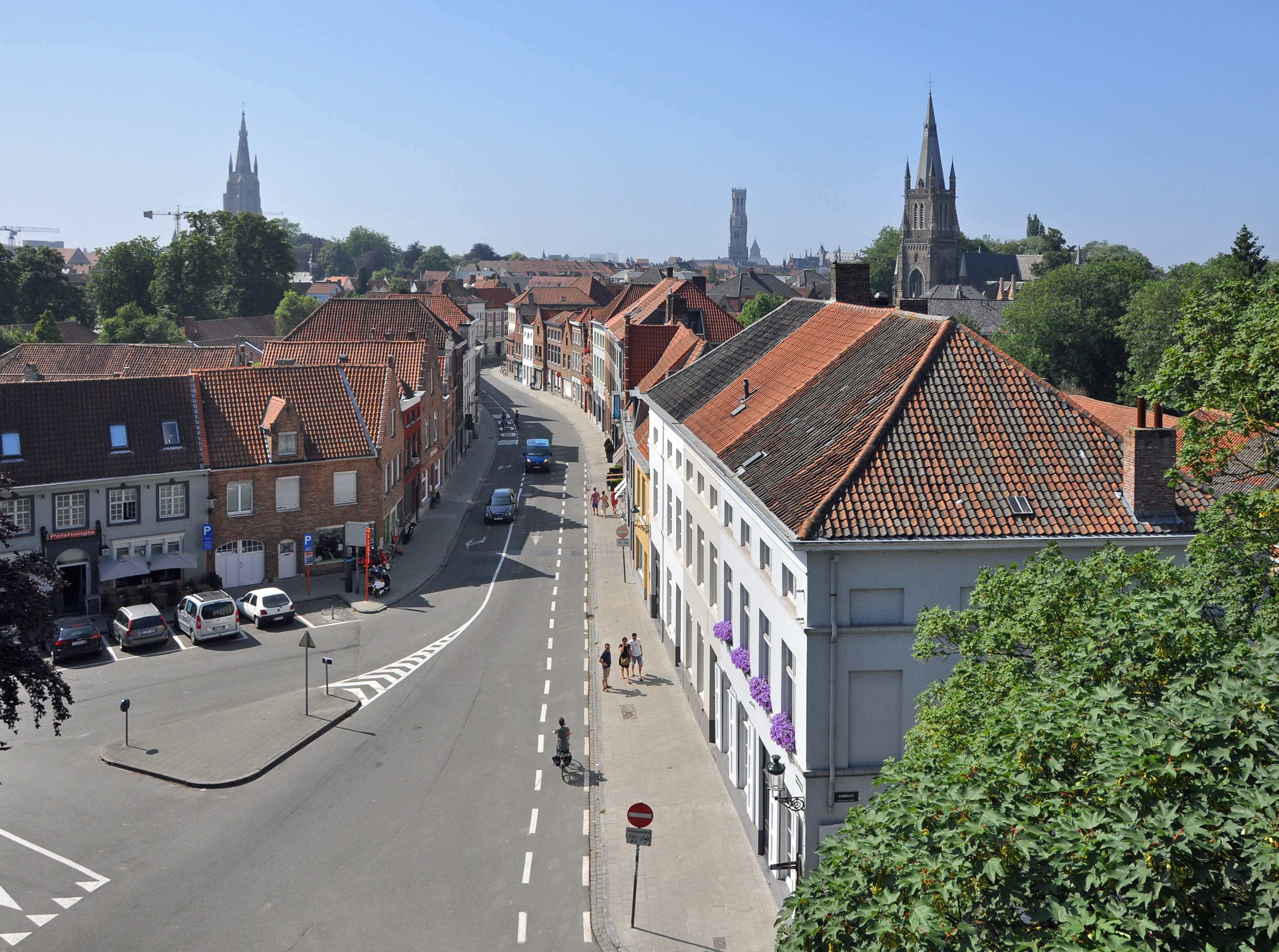
De Gentpoortstraat gezien van op de Gentpoort
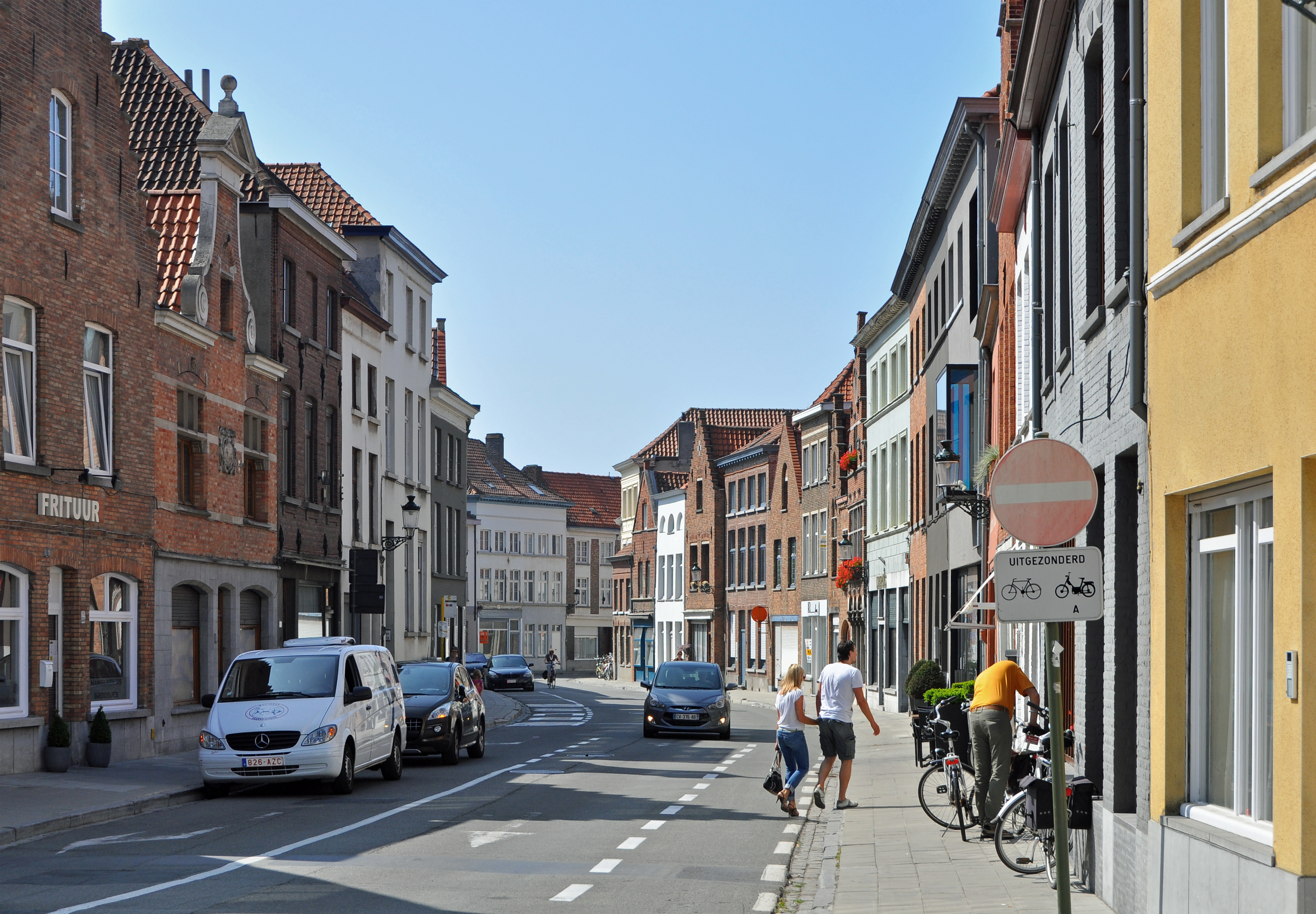
De Gentpoortstraat in de richting van de Schaarstraat
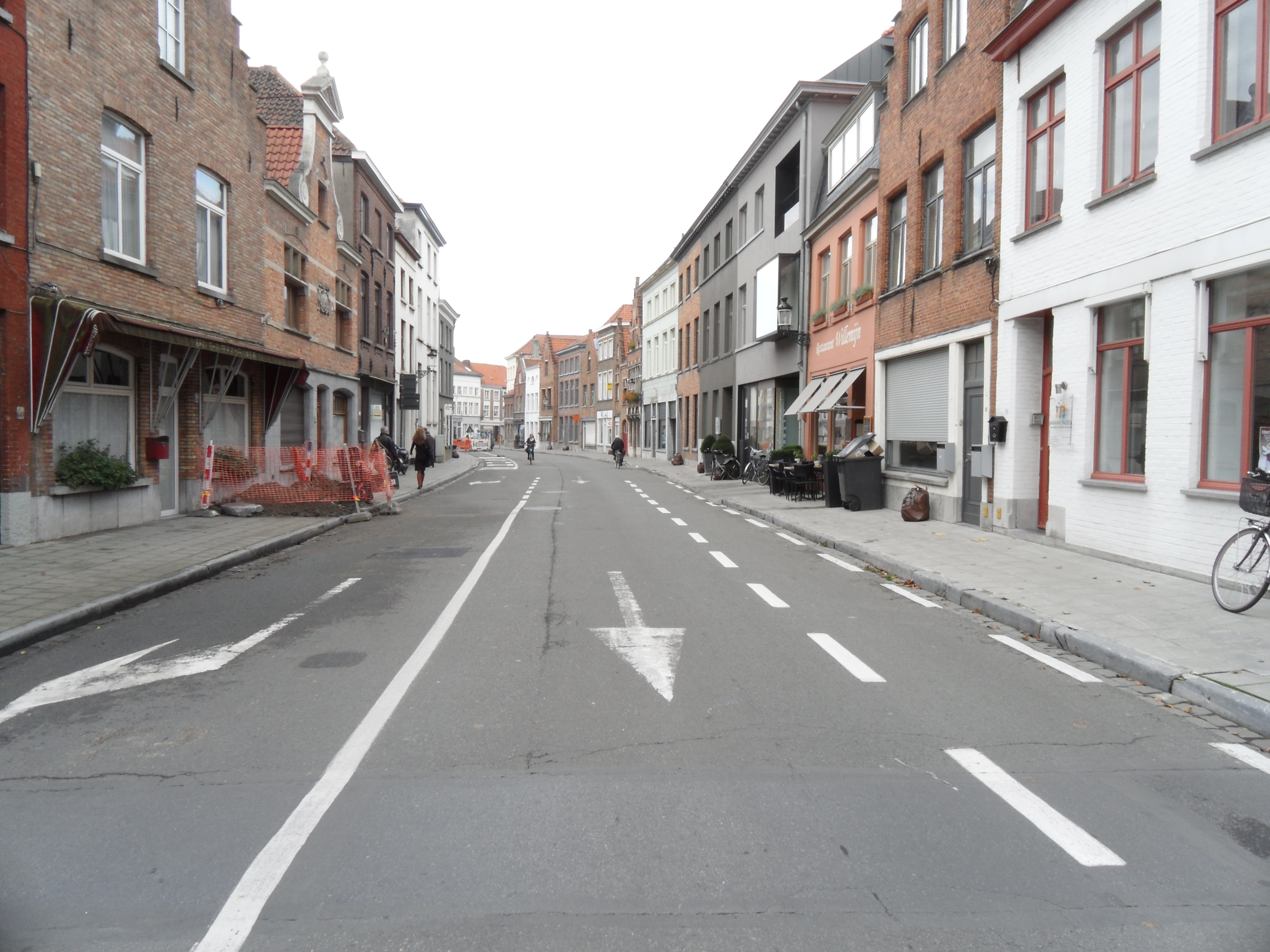
Deel van de Gentpoortstraat